# Janez Pišek
Janez Pišek (4 maggio 1998) è un calciatore sloveno, centrocampista dell'Ilirija.